# Hans G. Dehmelt
Hans Georg Dehmelt (født 9. september 1922, død 7. marts 2017) var en tysk-amerikansk fysiker, der modtog nobelprisen i fysik 1989, for at udvikle ion-fældeteknikken (Penningfælde) sammen med Wolfgang Paul, som de sammen modtog halvdelen af prisen for. Den anden halvdel af prisen dette år gik til Norman Foster Ramsey. Deres teknik blev anvendt til meget nøjagtige målinger af elektroners magnetiske moment.